# Mossambicuma elongatum
Mossambicuma elongatum är en kräftdjursart som beskrevs av Francis Day 1978. Mossambicuma elongatum ingår i släktet Mossambicuma och familjen Bodotriidae. Inga underarter finns listade i Catalogue of Life.